# Miguel Ángel Bustamante Martín
Miguel Ángel Bustamante Martín (Écija, 1 de agosto de 1984) es un político español, diputado por Sevilla en el Congreso durante la XII legislatura.

## Biografía
En 2005 finalizó sus estudios de Magisterio y desde 2007 ha trabajado como maestro en Marinaleda, El Villar, Caña del Rabadán y Écija. Desde los 18 años es militante del Partido Comunista de Andalucía e Izquierda Unida. Es también miembro de la Red de Solidaridad Popular, de la Asociación de Amistad con el Pueblo Saharaui y militante de CC.OO. En las elecciones generales de 2016 formó parte de la lista de la coalición Unidos Podemos y obtuvo su acta de diputado por Sevilla.
En octubre de 2022 fue cautelarmente suspendido de la militancia de Izquierda Unida por una denuncia de presuntos malos tratos y violencia de género en el ámbito de la relación sentimental con su esposa.
Asimismo, renunció a su escaño en el Congreso de los Diputados pese a alegar que se trataba de una denuncia falsa.